# Fam

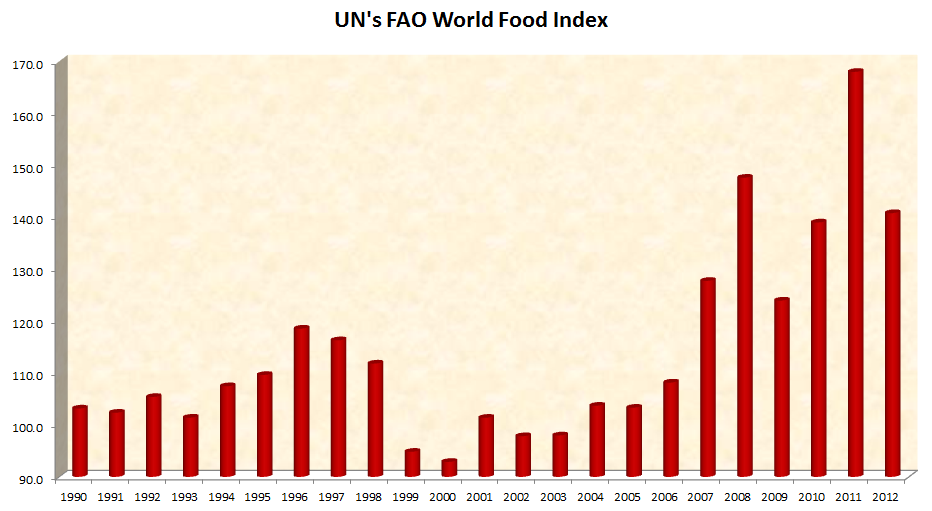
L'índex de preus dels aliments de la FAO reflecteix els canvis en el preu mitjà internacional dels aliments. El fort augment de 2007/08 va causar una crisi alimentària mundial, amb revoltes de la fam en desenes de països, i va empènyer a més de cent milions a la fam extrema. El fort augment en 2010/11 va contribuir a la Primavera Àrab.

La producció mundial de cereals per capita mostra un augment constant. Amb un quilogram per habitant per dia, n'hi hauria prou per a tothom, si no fos pels preus són massa alts o els ingressos massa baixos d'alguns

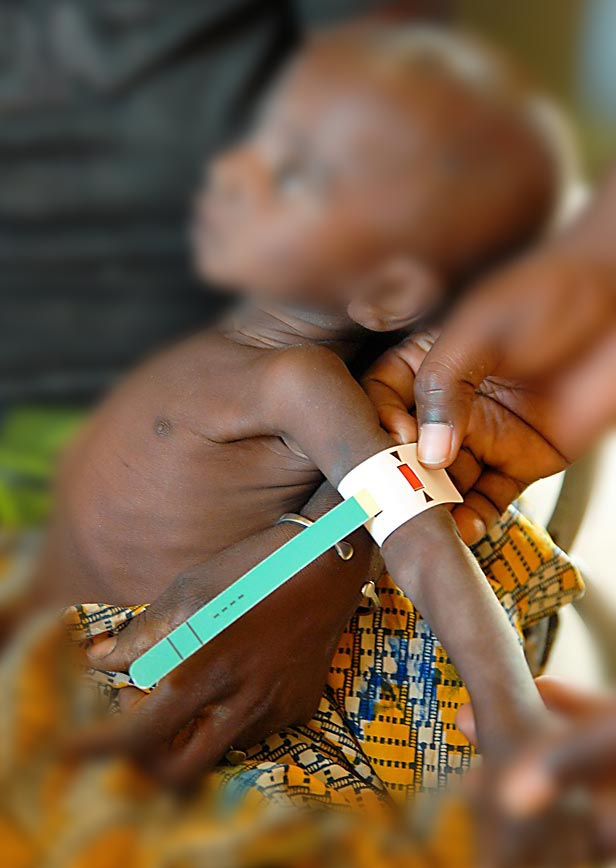
Nen famèlic sotmès a un mesurament del diàmetre del braç.

La fam és l'absència crònica de menjar i està lligada a la pobresa, així es dona en l'anomenat Tercer Món. La personificació en la mitologia romana és Fames.
També pot haver-hi fam en regions concretes per desastres naturals que arruïnen les collites. De fet, el fenomen acostuma a anar lligat a la pobresa perquè són els països menys desenvolupats els que més pateixen les conseqüències de tempestes, sequeres, etc.
Un llaç taronja serveix com a símbol de conscienciació contra aquest problema. Erradicar-la constitueix el primer dels Objectius de Desenvolupament del Mil·lenni, requisit per al compliment dels altres. La FAO és la principal institució encarregada d'informar sobre l'alimentació i la fam al món. Cal esmentar, també, entitats com Food First que han contribuït a fer nous replantejaments de les polítiques alimentàries.
Fins a 2006, el preu mitjà internacional dels aliments havia estat en gran part estable durant diverses dècades. En els últims mesos de 2006, però, els preus van començar a pujar ràpidament. Pel 2008, l'arròs havia més que triplicat els preus en algunes regions, i això va afectar severament els països en desenvolupament. Els preus dels aliments van caure a principis de 2009, però van pujar amb un nou rècord el 2011, i des de llavors han disminuït lleugerament. La crisi financera de 2008 a tot el món va augmentar encara més el nombre de persones que pateixen de fam, incloent augments espectaculars fins i tot en les economies avançades, com la Gran Bretanya, la zona euro i els Estats Units.

## Escales
Per mesurar la severitat dels períodes de fam s'han creat diverses escales, entre elles les de les Nacions Unides, que divideixen la fam en aquests graus:
- Grau 0 = seguretat alimentària
- Grau 1 = Un 20% de les llars d'una regió tenen problemes per obtenir el menjar que necessiten
- Grau 2 = un 20% de les llars han de prendre decisions com vendre bestiar, reduir dràsticament nivell de vida o altres per poder menjar
- Grau 3 = emergència humanitària: les llars amb problemes de nutrició s'enfronten a la mort dels seus membres
- Grau 4 = fam generalitzada i desnutrició que excedeix el 30% de la població.

A partir del grau 2 hi ha canvis duradors en l'estructura social i el tancament dels mercats després d'un període de pujada general dels preus.

## Períodes de fam històrics
- 440 aC: Primera fam registrada en escrits, a Roma[2]
- Segle V: amb l'atac dels bàrbars i el malbaratament de la collita, va esdevenir-se la fam a Roma, amb un descens demogràfic de gairebé el 90%
- Segle IX: fam que va destruir la civilització maia
- 1315: Gram fam europea
- 1630: Fam a Decca, amb 2 milions de morts
- 1696: la fam a Finlàndia mata gairebé una tercera part de la seva població
- 1770: Fam a Bengala, amb 10 milions de morts
- 1845: Gran Fam Irlandesa
- 1921: Fam a l'Imperi Rus (pels volts del Volga, parts d'Ucraïna i del sur de Rússia, amb uns 5 milions de morts.
- 1932-1933: Holodomor: La fam d'Ucraïna o genocidi d'ucraïnesos a mans del règim estalinista. Els càlculs més recents d'historiadors, sobre la base de fonts dels arxius soviètics, indiquen un nombre d'entre 3 a 3,5 milions de morts, sense comptar els ucraïnesos morts a altres regions de la Unió Soviètica com ara Kazakhstan.
- 1959: Fam a la Xina, amb més de 20 milions de morts

### Fam a Espanya
Unes 200.000 persones van morir de gana a Espanya durant la postguerra de la Guerra Civil Espanyola, o sigui entre 1939 i 1945. Un estudi de 1941 va mostrar que l'espanyol mitjà rebia solament el 66 % de les calories necessàries. Per comparació, la situació a Espanya era molt pitjor que a França o els Països Baixos ocupada pels nazis, fins i tot durant la notòria fam neerlandesa de 1944, quan els nazis van provocar la mort de 30.000 holandesos, una proporció més petita de la població.
La fam no va ser producte de la Guerra Civil, ni de boicots a Espanya per altres països. Té les seves arrels en la política fracassada d'autarquia triada pel govern franquista. A més, el sistema de racionament de menjar va ser impunement distorsionat per oficials i cacics locals.
El règim franquista va ocultar l'existència d'aquesta fam, i és poc coneguda a Espanya.

## Estadístiques mundials
| Any                                      | 1990/1992 | 1991/2001 | 2004/2006 | 2007/2009 | 2010/2012 |
| ---------------------------------------- | --------- | --------- | --------- | --------- | --------- |
| Nombre (milions) de persones malnodrides | 1,000     | 919       | 898       | 867       | 868       |
| Percentatge de persones malnodrides      | 19%       | 15%       | 14%       | 13%       | 12%       |

A causa de la fam moren cada any uns 2,5 milions d'infants.

## La lluita contra la fam
Al llarg de la història, la necessitat d'ajudar els que pateixen de fam ha estat comunament, encara que no universalment, reconeguda.
La filòsofa Simone Weil va escriure que alimentar els famolencs quan es tenen els recursos per fer-ho és la més òbvia de totes les obligacions humanes. Ella diu que ja en l'antic Egipte, molts van creure que la gent havia de demostrar que havien ajudat els famolencs, per tal de justificar-se a si mateixos en la vida futura. Weil escriu que el progrés social se sosté sobretot en "...una transició a un estat de la societat humana en la qual la gent no es veurà afectada per la fam." L'historiador social Karl Polanyi va escriure que abans que els mercats es convertissin en la forma dominant d'organització econòmica al segle xix en el món, la majoria de les societats humanes morien de gana totes juntes o no en absolut, perquè les comunitats invariablement compartien el seu menjar.
Segons el Dr David Grigg, abans del final de la Segona Guerra Mundial, la fam mundial va rebre poca atenció acadèmica o política, mentre que a partir de 1945 hi ha hagut una explosió d'interès en el tema. Mentre que alguns dels principis per evitar la fam ja eren exposats en l'Antic Testament, no sempre s'han seguit. Fins i tot en els temps moderns, els líders sovint han reaccionat a la fam amb desconcert i confusió.
A partir de la primera era de la globalització, que va començar al segle xix, es va convertir en més comú que les persones consideressin la fam com un problema de tota la humanitat. No obstant això, com que la globalització primerenca va coincidir en gran manera amb el pic alt d'influència del liberalisme clàssic, hi havia relativament poc interès dels polítics per abordar la fam del món.
A finals del XIX i principis del segle xx, l'opinió dels polítics que deien que no s'hauria d'intervenir contra la fam va ser cada vegada més qüestionada per la lluita de periodistes, amb alguns acadèmics i polítics, demanant l'organització d'una intervenció contra la fam mundial.

## La fam i el sexe
Als països desenvolupats i avançats, els pares de vegades es queden sense menjar perquè puguin menjar els seus fills. Les dones, però, semblen més propensos a fer aquest sacrifici que els homes. Els estudis del Banc Mundial mostren constantment que al voltant del 60% dels que tenen fam són dones. Pel que sembla la causa d'aquest desequilibri és que, en comparació amb els homes, les dones amb més freqüència renuncien a menjar per tal d'alimentar als seus fills.

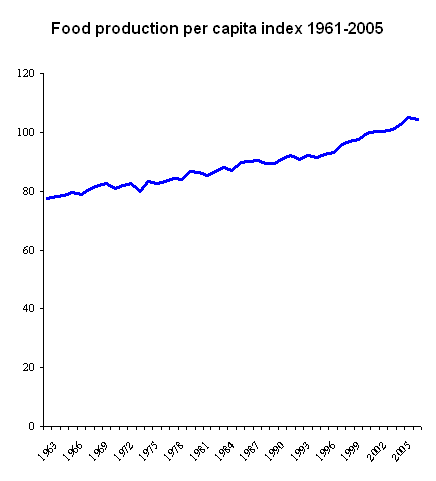
El creixement de la producció alimentària ha estat major que el creixement de la població. La producció d'aliments per persona es va incrementar durant el període 1971-2005, no obstant això, segueix havent-hi milers de morts diàries a causa de la gana.

Fonts antigues de vegades afirmen que aquest fenomen és exclusiu dels països en desenvolupament, a causa d'una major desigualtat sexual. Troballes més recents suggereixen que les mares sovint perden àpats també en les economies avançades. Per exemple, un estudi de 2012 dut a terme al Regne Unit va trobar que una de cada cinc mares de vegades se saltava un àpat per a poder donar menjar als seus fills.

## Fam artificial
Es denomina fam artificial a la insuficiència d'aliments deguda a factors deliberadament provocats. Es dona en regions ambientalment aptes per donar sustento a la seva població però on els seus habitants sofreixen gana (en casos extrems, es produeixen els aliments necessaris, però la població es veu privada d'utilitzar-los).
El 16 de setembre de 2009 la PMA (o Programa Mundial d'Aliments), una agència especialitzada de l'Organització de les Nacions Unides anuncia que «l'ajuda alimentària mundial està en el seu nivell més baix en els últims vint anys, a pesar que el nombre de persones en estat crític de fam s'està disparant en 2009 al seu punt més alt de la història». Informa igualment l'agència que es produeixen suficients aliments al món per alimentar a tots els seus habitants però que el problema radica en la baixa eficiència per portar-los a els qui els necessiten.
Una de les causes de fam artificial pot ser la hiperinflació i hiperdevaluació de la moneda local, la qual cosa contribueix en gran manera a la carestia i inaccessibilitat dels aliments necessaris per a la subsistència. És el cas de països com Zimbabwe, Angola, Somàlia i Veneçuela (aquest últim des de l'any 2017).